# Alinghi 5
Alinghi 5 est un catamaran de compétition suisse, « defender », sous les couleurs de la Société nautique de Genève, de la 33e Coupe de l'America, perdue face à BMW Oracle - USA 17 du syndicat BMW Oracle Racing, en février 2010, avec 2 défaites. Le voilier a été conçu par le Design Team de l'équipe Alinghi, composé de 23 personnes et coordonné par Grant Simmer, avec Rolf Vrolijk à la tête de cette équipe en tant que premier architecte et construit par le chantier Decision S.A.. Il est barré lors des régates par Ernesto Bertarelli et Loïck Peyron.

## Équipage
- Numéro 1 : Piet van Nieuwenhuijzen ( Pays-Bas)) ;
- Pont-avant : Curtis Blewett ( Canada) ;
- Piano : Rodney Ardern ( Nouvelle-Zélande) ;
- Régleur près : Simon Daubney ( Nouvelle-Zélande) ;
- Régleur portant : Nils Frei ( Suisse) ;
- Régleur grand-voile : Warwick Fleury ( Nouvelle-Zélande) ;
- Chariot : Pierre-Yves Jorand ( Suisse) ;
- Barreur : Ernesto Bertarelli ( Suisse) et Loïck Peyron ( France)
- Tacticien : Brad Butterworth ( Nouvelle-Zélande) ;
- Bastaques : Murray Jones ( Nouvelle-Zélande) ;
- Navigateur : Juan Vila ( Espagne) ;
- Floater : Jan Dekker ( Afrique du Sud /  France) et Loïck Peyron ( France) ;
- Pré-départ : Peter Evans ( Nouvelle-Zélande).

## Innovations, détails de conception et caractéristiques techniques

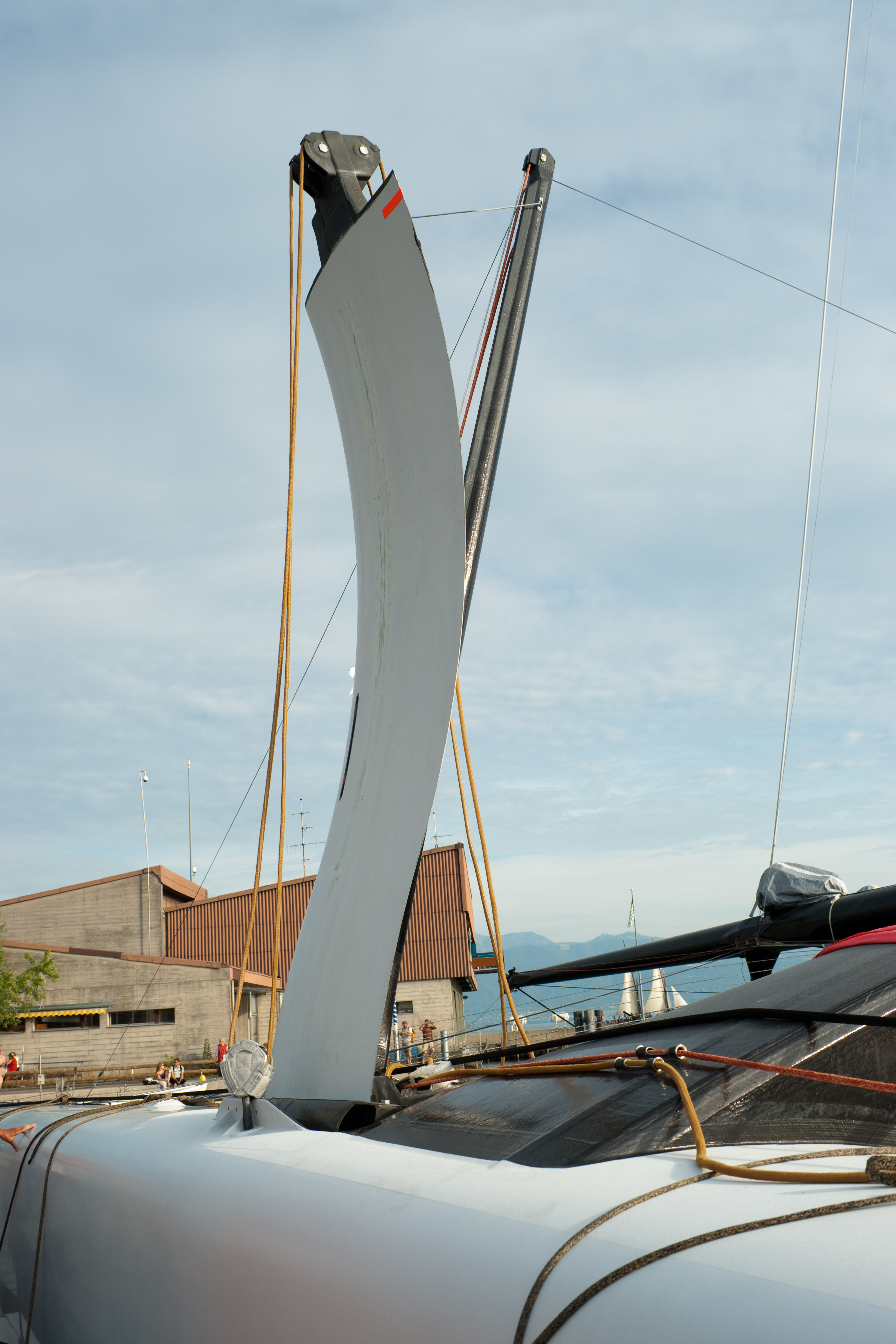
La forme en S d'un foil dAlinghi 5

La structure en Y de ce catamaran (voir référence) est inspirée de celle d'Alinghi 41, dit « le black » : un réseau de câbles reprend une partie des efforts subis par le mât et les bras de liaisons.
Le catamaran est équipé de deux dérives/foil : ces appendices impressionnants (8 mètres pour 500 kg de fibres de carbone environ) en forme de S font office, par petit temps, de dérive (enfoncement maximal) et de foil par vent plus soutenu (enfoncement intermédiaire).
Il est équipé d'un moteur qui permet de hisser et de border les voiles.
Ses étraves sont dites « inversées » ou « perce-vague » : elles conjuguent faible traînée et fort volume.
150 capteurs sont disposés sur la coque et sur les bras de liaison et bout-dehors pour mesurer les efforts et prévenir tout risque de casse.
Des carénages ont été ajoutés à l'arrière des bras de liaison du voilier pour en améliorer l'aérodynamique.
Le franc bord maximal se situe au niveau du bras de liaison avant.

### Caractéristiques techniques
Type de bateau : catamaran en carbone composite

## Transport
Alinghi 5 a été transporté en hélicoptère depuis la Suisse vers l'Italie.

## La course
USA 17 remporte la première manche (le 12 février 2010) avec 15 minutes et 28 secondes sur le defender suisse, ayant dû effectuer une pénalité.
Le challenger remporte la seconde manche (le 14 février 2010) avec 5 minutes et 26 secondes d'avance sur Alinghi 5, qui a de nouveau écopé d'une pénalité. Cependant, à l'arrivée, le doute subsiste : à l'arrière du catamaran suisse flotte un pavillon rouge (le pavillon de réclamation). Le jury tranche ensuite en faveur de BMW Oracle qui gagne cette 33e édition de la Coupe de l'America par deux à zéro. Après l'avoir gagnée en 2003 puis l'avoir victorieusement défendue en 2007, Alinghi perd la Coupe de l'America.

## Insolite
Les voiles d'Alinghi 5 ont été envoyées à Haïti pour venir en aide aux victimes du séisme. Elles ont servi à confectionner des tentes.

## Postérité
Alinghi 5 a été donné à la ville de Valence à la suite de la défaite et est depuis abandonné sur le port de la ville.

### Sources
- La saga des multicoques du lac Léman.
- Magazine Voiles et Voiliers.